# Michael Conner Humphreys
Michael Conner Humphreys (Independence, Misisipi, 1 de marzo de 1985) es un soldado y actor estadounidense. Interpretó al joven Forrest Gump en la película del mismo nombre dirigida por Robert Zemeckis en 1994. 
En la actualidad, Humphreys es soldado del ejército de Estados Unidos.